# 湖南警察学院
28°13′24″N 113°07′48″E / 28.223264°N 113.129908°E
湖南警察学院是位于中华人民共和国湖南省长沙市星沙的本科大学。
它创建于1949年，前身为湖南公安高等专科学校，2010年升格为本科院校。现有7个系，5个本科专业，15个专科专业，在校学生5000余人。

## 学校概述
湖南警察学院是经国家教育部批准设立的全日制普通公安本科院校。湖南警察学院学院前身为湖南公安高等专科学校，自1949年建校以来，历经六十余年的发展，共为全省公安机关培养和输送了3万余名合格人才，被誉为“三湘警官的摇篮”。学院实行公安类特殊专业学历教育与非公安类普通专业学历教育并存、学历教育与在职民警培训并举的办学模式，是公安部警务实战训练基地之一。是湖南省公认的一所培训警官学院。

## 院系设置
- 侦查系
- 治安系
- 刑事技术系
- 交通管理系
- 法律系
- 公共管理系
- 计算机系

## 发展历史
| 时期            | 学校名称                                                                         |
| --------------- | -------------------------------------------------------------------------------- |
| 1949.9～1950.4  | 湖南临时省政府公安厅公安学校                                                     |
| 1950.4～1958.12 | 湖南省公安干部学校                                                               |
| 1958.12～1966.6 | 湖南省政法干部学校                                                               |
| 1966.7～1973.8  | 停办                                                                             |
| 1973.8～1978.7  | 湖南省公安干部学校                                                               |
| 1978.7～1984.9  | 湖南省公安干部学校 湖南省人民警察学校                                            |
| 1984.10～1993.6 | 湖南省公安专科学校                                                               |
| 1986～1999.2    | 湖南省人民警察学校（湘警学院）                                                   |
| 1993.6～1999.2  | 湖南公安高等专科学校                                                             |
| 1999.2～2010.2  | 湖南公安高等专科学校与湖南省人民警察学校（湘警学院）合并成立湖南公安高等专科学校 |
| 2010.2~现在     | 湖南公安高等专科学校升为本科，即湖南警察学院                                     |